# Ballongblomma
Ballongblomma (Nicandra physalodes) är en art i familjen potatisväxter som ursprungligen kommer från Peru. Arten är monotypisk, dvs är den enda arten i ballongblomssläktet (Nicandra). Ballongblomma är vanlig som trädgårdsväxt i Sverige och förekommer även förvildad.
Ballongblomma är en ettårig ört som kan bli en meter hög. Bladen är äggrunda med spets och tandade kanter. Blommorna är klockformade och 5 centimeter eller mer i diameter. Blomfärgen är bleklila och blomningstiden är från juli till och med september. Runt frukten bildas ett uppblåst hölje. Ballongblomman är giftig.

## Synonymer

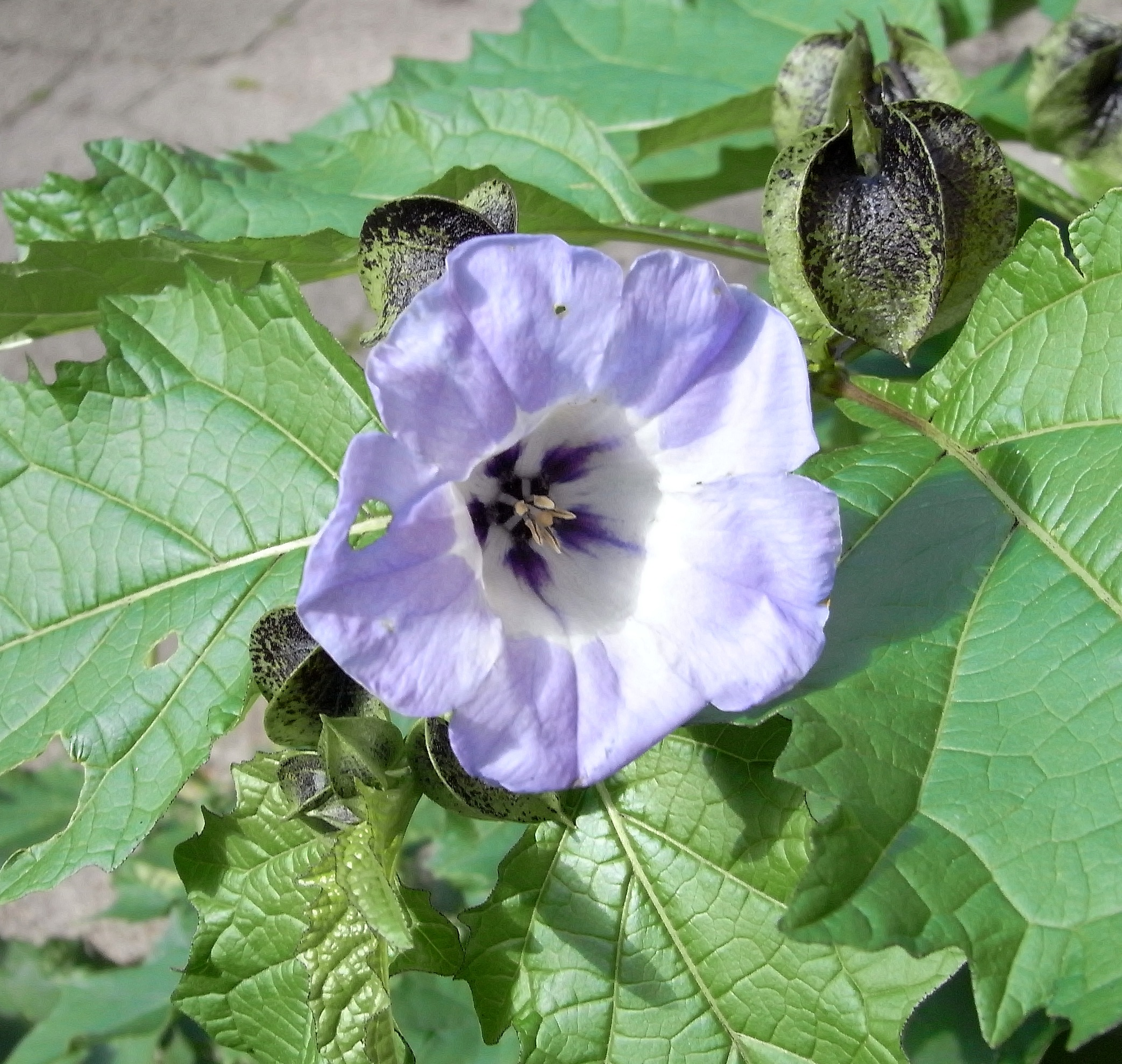

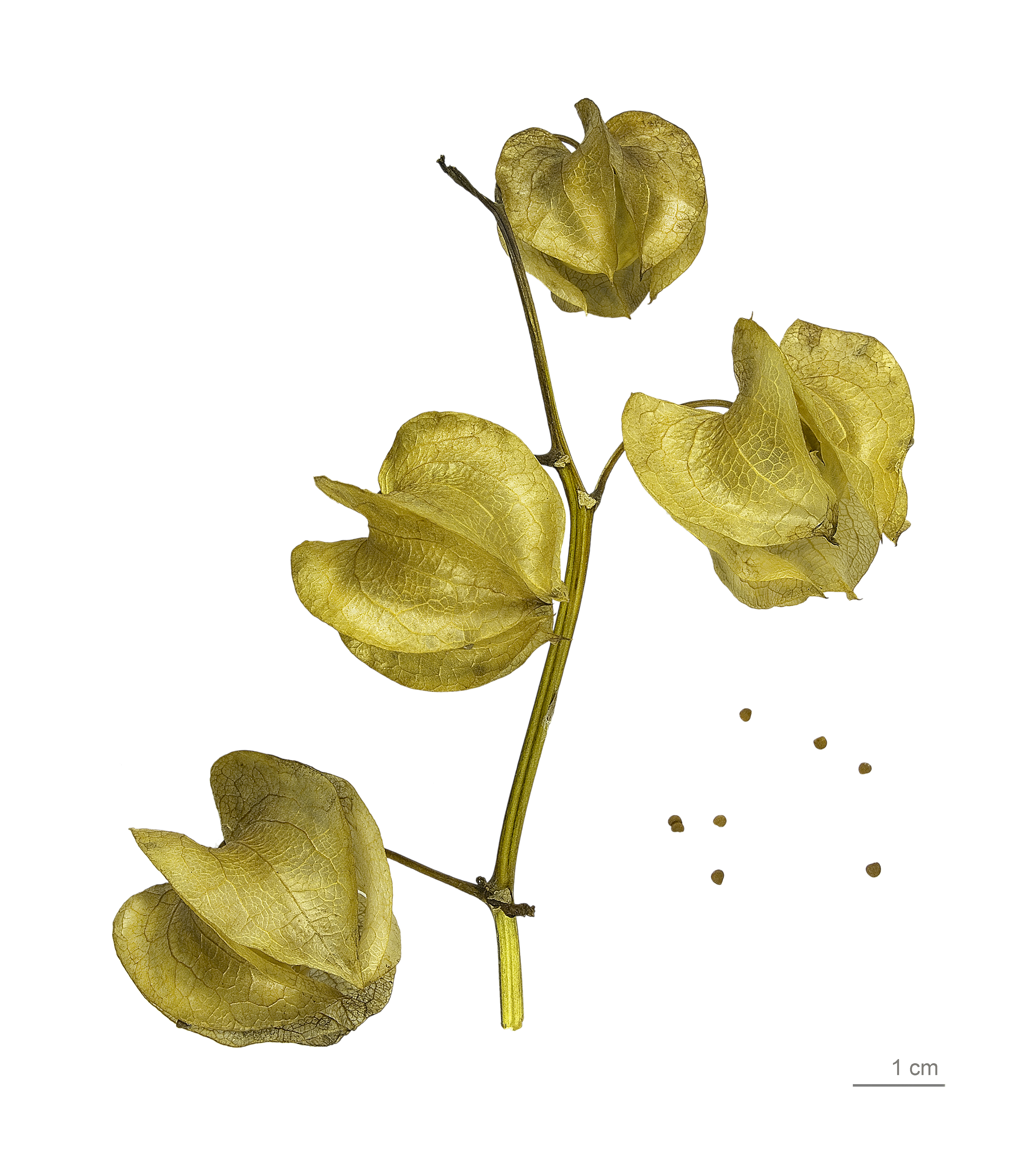
Nicandra physaloides

### Svenska
Andra namn på ballongblomman är bladklocka och leanderklocka.

### Vetenskapliga
- Atropa physaloides L.
- Calydermos erosus Ruiz & Pavon
- Nicandra brevicorollata Bitter
- Nicandra microcalyx Bitter
- Nicandra minor Fisch.Mey. & Avé-Lall.
- Nicandra nana Bitter
- Nicandra nebulosa Bitter
- Nicandra parvimaculata Bitter
- Nicandra undulata Bitter
- Pentagonia physalodes (L.) Hiern
- Physalis daturifolia Lam.
- Physalis peruviana Mill.
- Physalis spectabilis Salisb. nom. illeg.
- Physalodes peruviana (Mill.) Kuntze
- Physalodes physalodes (L.) Britton nom. illeg.